# Coblenza
Coblenza (AFI: /koˈblɛnʦa/; in tedesco Koblenz; in francese Coblence) è una città extracircondariale (113 638 abitanti) della Germania situata nella parte settentrionale dello stato federato della Renania-Palatinato, nell'ovest del Paese. Per numero di abitanti è la terza città della Renania-Palatinato dopo Magonza e Ludwigshafen. Pur non facendone parte, è il capoluogo amministrativo del circondario di Mayen-Coblenza.
Coblenza è una delle più antiche città tedesche: risale al 9 a.C. e nel 1992 ha festeggiato i suoi 2 000 anni. L'antico nome latino della città era Confluentes e deriva dalla sua posizione geografica: Coblenza si trova alla confluenza del Reno con la Mosella; in Italia la si è chiamata infatti 'Confluenza' fino al diciottesimo secolo (Avisi italiani ordinarii e straordinarii dell'anno 1694. Vienna, 1695).
Dal 2002 alcune parti della città fanno parte del Patrimonio dell'umanità dell'UNESCO in quanto comprese nella media valle del Reno. Anche il castello della città, parte del limes germanico-retico, dal 2005 fa parte del Patrimonio dell'umanità. Coblenza, pur essendo una città extracircondariale, ospita la sede amministrativa del circondario (Landkreis) di Mayen-Coblenza.

## Geografia fisica

### Territorio
Coblenza è situata in corrispondenza del cosiddetto "angolo tedesco" (Deutsches Eck) una sorta di promontorio formato dalla confluenza dei fiumi Reno e Mosella.
La città è delimitata a sud dalle pendici del Hunsrück, una propaggine del massiccio Renano e a ovest dalle colline del bacino del medio Reno a sua volta propaggini della catena dell'Eifel. È situata a 64,7 m s.l.m., il punto più elevato del territorio cittadino è a 382 m s.l.m.
Coblenza è divisa in 28 quartieri, sette di questi costituiscono 6 distretti urbani mentre i restanti 21 non costituiscono unità amministrative.
- Coblenza antica (Altstadt),
- Arenberg (Distretto insieme a Immendorf),
- Arzheim (distretto),
- Asterstein,
- Bubenheim (distretto),
- Ehrenbreitstein,
- Goldgrube,
- Güls (distretto con Bisholder),
- Horchheim,
- Horchheimer Höhe,
- Immendorf (distretto con Arenberg),
- Karthause,
- Kesselheim (distretto),
- Lay (distretto),
- Lützel,

- Metternich,
- Moselweiß,
- Neuendorf,
- Niederberg (con Neudorf),
- Oberwerth,
- Pfaffendorf,
- Pfaffendorfer Höhe,
- Rauental,
- Rübenach (distretto),
- Stolzenfels (distretto),
- Südliche Vorstadt con le frazioni statistiche:
  - Mitte e
  - Süd
- Wallersheim.

### Clima
| Coblenza            | Mesi | Mesi | Mesi | Mesi | Mesi | Mesi | Mesi | Mesi | Mesi | Mesi | Mesi | Mesi | Stagioni | Stagioni | Stagioni | Stagioni | Anno |
| Coblenza            | Gen  | Feb  | Mar  | Apr  | Mag  | Giu  | Lug  | Ago  | Set  | Ott  | Nov  | Dic  | Inv      | Pri      | Est      | Aut      | Anno |
| ------------------- | ---- | ---- | ---- | ---- | ---- | ---- | ---- | ---- | ---- | ---- | ---- | ---- | -------- | -------- | -------- | -------- | ---- |
| T. max. media (°C)  | 3,9  | 5,6  | 10,0 | 14,8 | 19,2 | 22,5 | 23,7 | 23,0 | 20,7 | 14,7 | 8,5  | 5,4  | 5,0      | 14,7     | 23,1     | 14,6     | 14,3 |
| T. min. media (°C)  | −1   | −0,6 | 1,6  | 4,9  | 8,4  | 11,9 | 13,5 | 13,1 | 10,6 | 6,7  | 3,2  | 0,5  | −0,4     | 5,0      | 12,8     | 6,8      | 6,1  |
| Precipitazioni (mm) | 48   | 40   | 44   | 40   | 56   | 64   | 64   | 64   | 51   | 47   | 52   | 56   | 144      | 140      | 192      | 150      | 626  |

## Storia

### Preistoria
I primi insediamenti nell'area situata alla congiunzione dei due fiumi risalgono all'età della pietra (circa 9000 a.C.), nell'intera area urbana vi sono stati ritrovamenti di resti di insediamenti a partire dalla cultura di Rössen fino ai celti. Nel 2005, nel corso di scavi effettuati presso la fortezza di Ehrenbreitstein è stata rinvenuta una palizzata datata intorno al 1000 a.C., è quindi presumibile che già all'epoca il monte Ehrenbreitstein fosse fortificato.

### Epoca romana

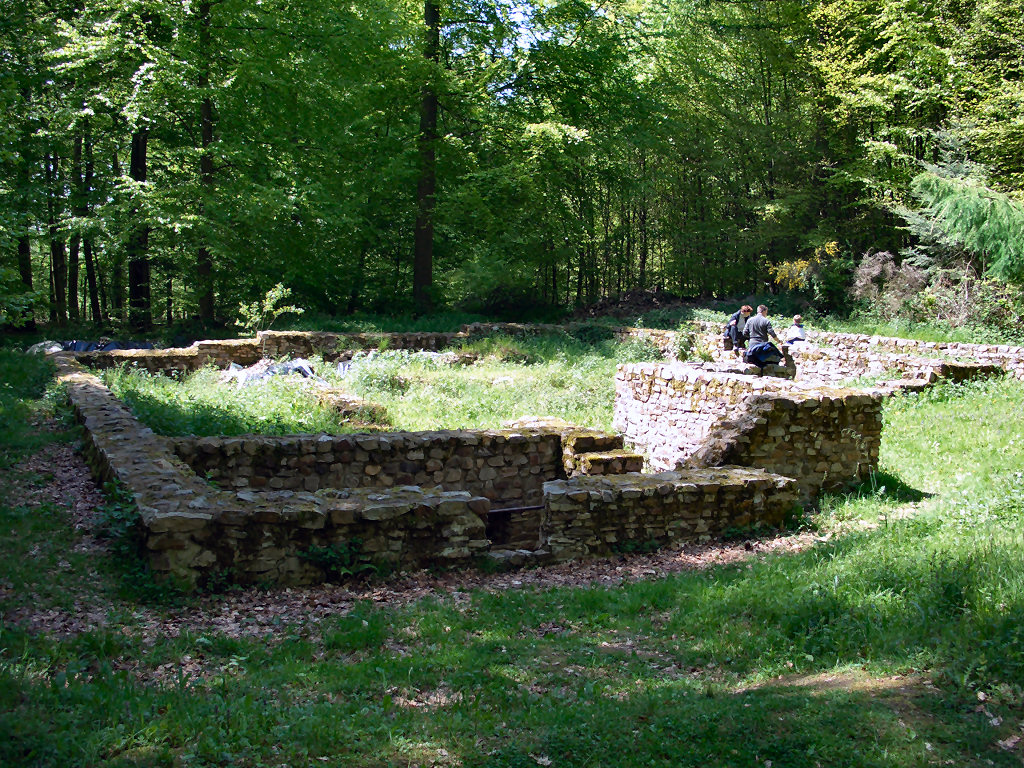
Scavo e ricostruzione parziale di una fattoria di epoca romana (Villa rustica)

Nel corso delle guerre galliche contro i germani le truppe romane guidate da Giulio Cesare raggiunsero il Reno intorno al 55 a.C., costruirono tra Coblenza e Andernach un primo passaggio sul Reno. Resti di insediamenti sono stati rinvenuti nel centro della città e attestano l'inizio della colonizzazione intorno al 20 a.C. Nell'anno 9 a.C. fu costruito un castello alla confluenza dei fiumi Reno e Mosella a protezione della strada fra Magonza-Colonia-Xanten chiamato Castellum apud Confluentes. Il castello entrò a far parte della Provincia romana della Germania Superior.
Furono edificati diversi ponti sul Reno e sulla Mosella: di uno di questi, costruito nel 49 e lungo circa 350 m sono tuttora visibili 51 dei 650/700 pali di quercia con punta ricoperta di metallo che ne costituivano la base.
Nel II secolo fu costruito un altro castello a protezione del limes germanico-retico, ma fu distrutto dai franchi nel 259. Poco a nord di Coblenza fu costruito un tempio dedicato a Mercurio e alla divinità gallico/celtica Rosmerta. Dai ritrovamenti di monete nell'area il tempio fu in uso fino al V secolo quando le truppe romane abbandonarono la regione.

### La dominazione dei Franchi

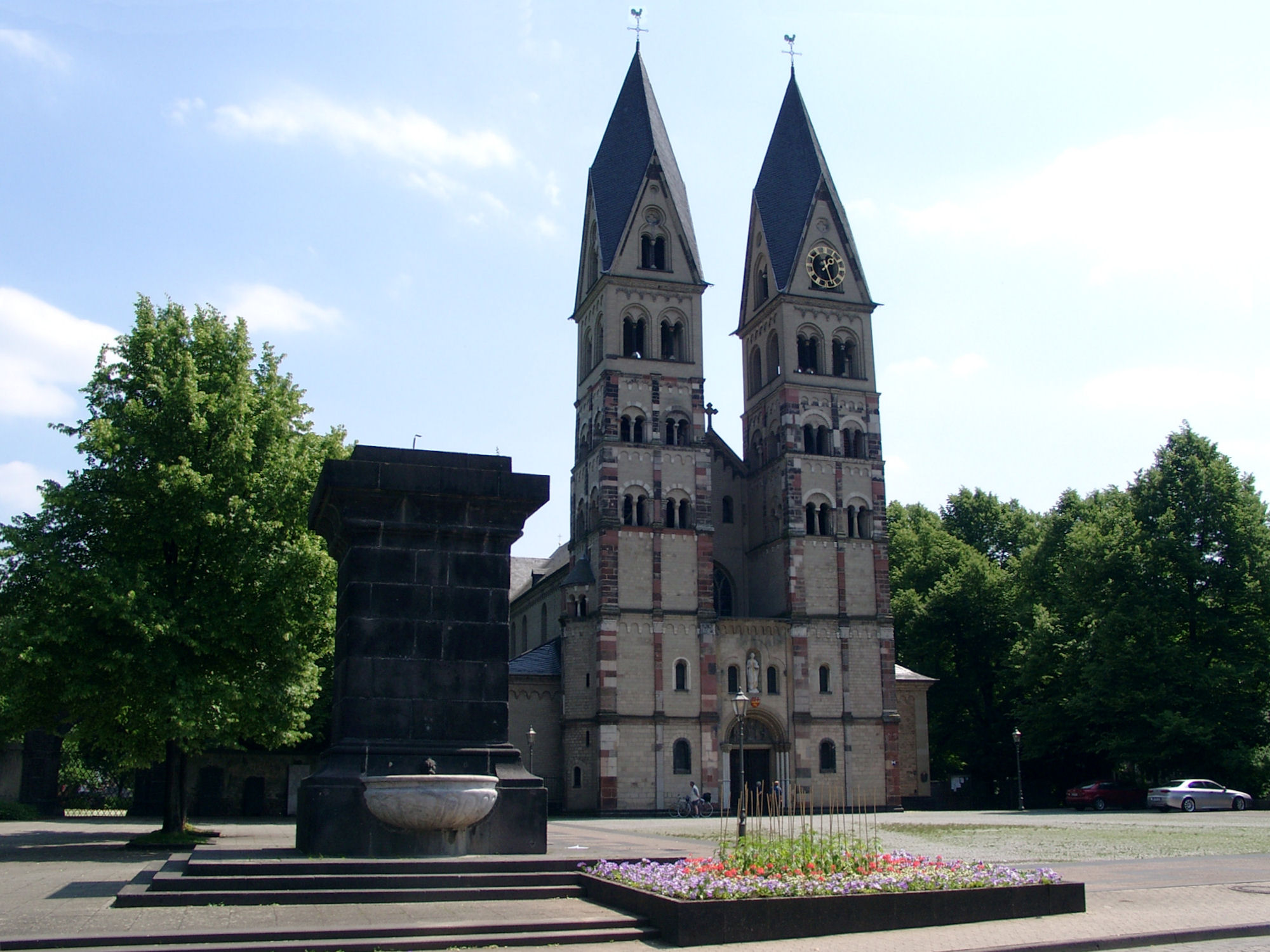
La Basilica di San Castore

Al crollo dell'impero Romano d'Occidente la città fu conquistata dai Franchi e divenne una sede reale.
In seguito alla Divisio Regnorum di Carlo Magno (6 febbraio 806) Coblenza venne assegnata a suo figlio Carlo e alla morte di questi (814) la città passò sotto il dominio di Ludovico il Pio.
Nell'830 vi furono delle rivolte fra i figli di Ludovico il Pio (Lotario I, Carlo il Calvo, Ludovico il Germanico) e tra i figli e il padre, vi fu una nuova suddivisione del regno e Coblenza passò a Carlo il Calvo nell'837. Questa nuova suddivisione provocò diversi disordini nel regno e nell'842, presso la Basilica di San Castore vi furono trattative tra i nipoti di Carlo Magno che portarono alla divisione del regno franco tramite il Trattato di Verdun nell'843. Coblenza, inserita nel regno di mezzo chiamato Lotaringia, venne assegnata a Lotario I. Nell'855 il regno di Lotario I fu diviso fra i tre figli (suddivisione di Prüm) e Coblenza andò a Lotario II, alla morte di questi (870) il regno di mezzo venne suddiviso tramite il trattato di Meerssen tra i fratelli di Lotario I (Ludovico il Germanico e Carlo il Calvo). La parte orientale nella quale era compresa Coblenza divenne dominio di Ludovico il Germanico, nell'882 la città fu saccheggiata e distrutta dai Normanni. A partire dal 925 Coblenza entrò a far parte del regno dei Franchi dell'est che in seguito divenne il Sacro Romano Impero.

### L'epoca dei principi-vescovi di Treviri
L'imperatore Enrico II nel 1018 regalò il trono franco all'arcivescovo di Treviri Poppo di Babenberg. I territori nei quali si trova anche la città di Coblenza entrarono quindi a far parte del principato vescovile di Treviri. Il monte Ehrenbreitstein, con una fortezza di nuova edificazione entrò nel 1020 nei possedimenti dell'arcivescovo di Treviri, considerata una testa di ponte per i territori situati sulla rive destra del Reno e una delle rocche più sicure, in epoche di conflitti vi venivano custoditi i tesori della regione e le reliquie, la Sacra Tunica vi venne custodita dal 1657 al 1794.

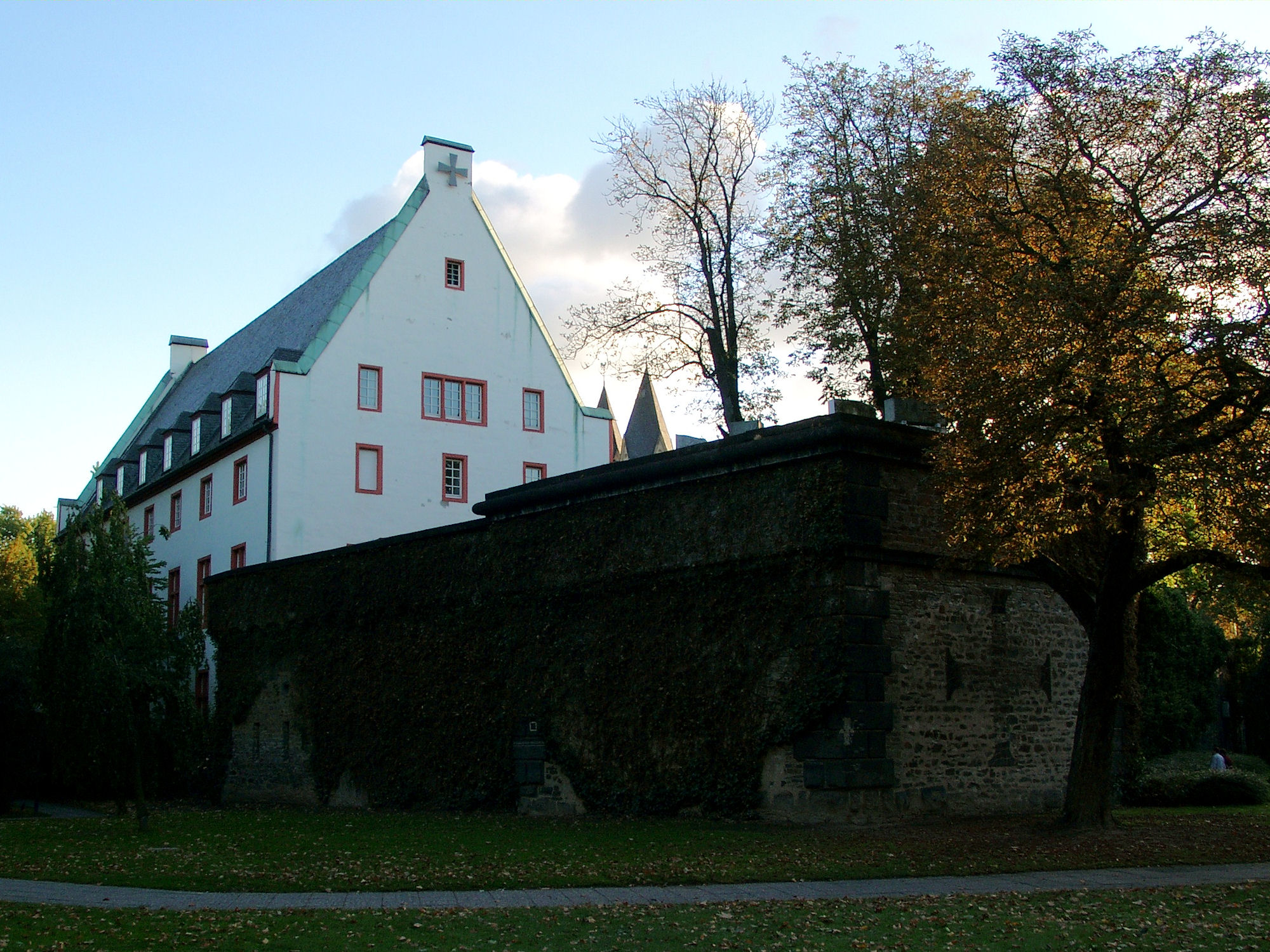
Deutschherrenhaus

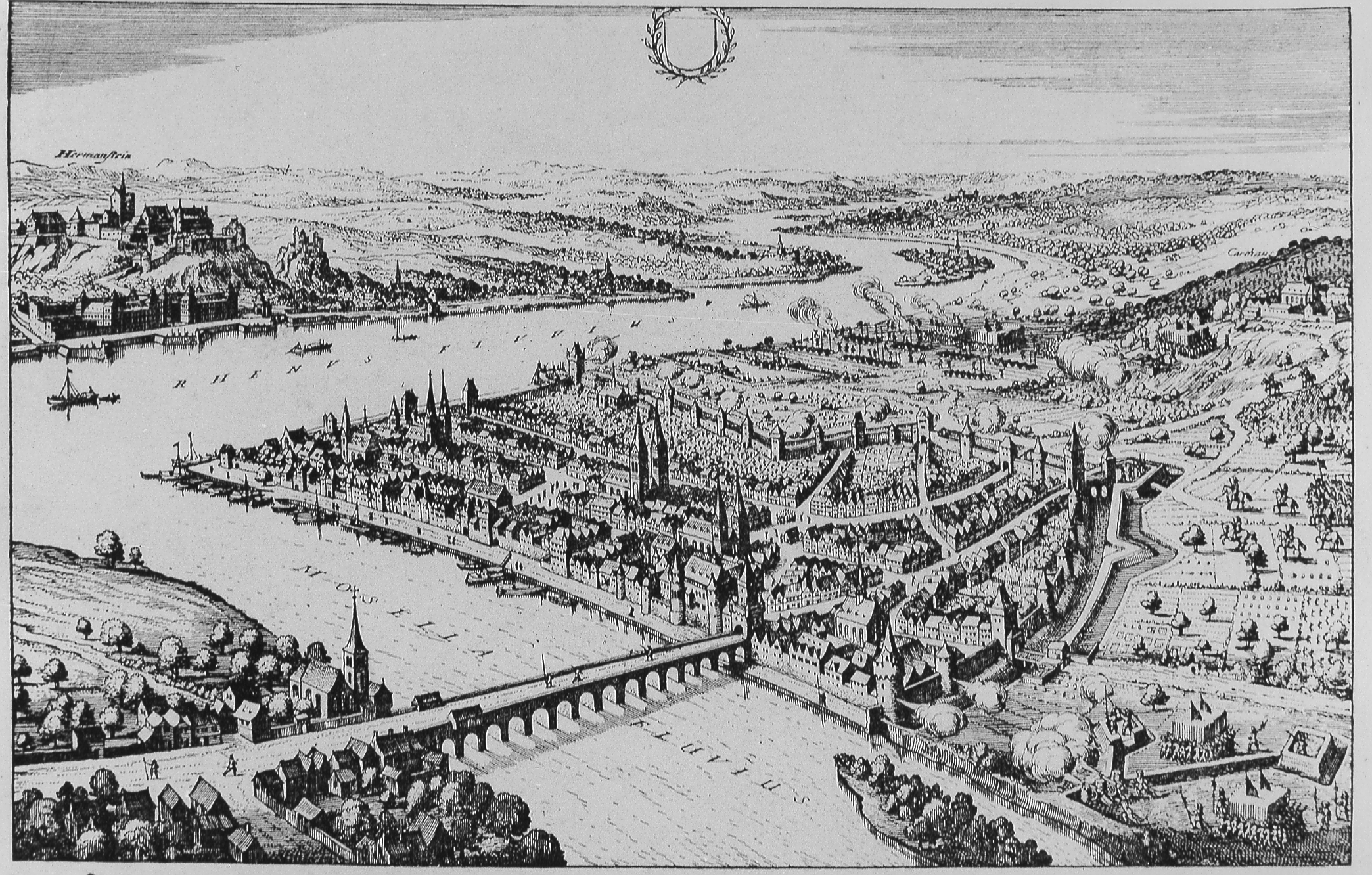
Coblenza nell'anno 1632.

Il 7 marzo 1138, in un sobborgo di Coblenza situato sulla parte opposta della Mosella, fu eletto sovrano lo Staufer Corrado III. Nell'ottobre del 1198 sul letto prosciugato della Mosella ebbe luogo la battaglia tra re Filippo di Svevia e re Ottone IV.
Nel 1216 il principe-vescovo Theoderich von Wied chiamò in città i Cavalieri teutonici regalando all'ordine parte dei terreni della basilica compreso l'ospedale. I cavalieri eressero la sede del baliato, dall'insediamento dei cavalieri questo luogo prese dapprima il nome Deutscher Ordt e in seguito Deutsches Eck.
Nel 1250 iniziò la costruzione della cinta muraria, e la prima citazione del consiglio cittadino risale al 1276, ma le tendenze autonomiste della città furono spente, dopo una sanguinosa battaglia, dal principe-vescovo Diether von Nassau nel 1304. Con la Bolla d'oro del 1356 il principato vescovile di Treviri venne elevato a principato elettorale.

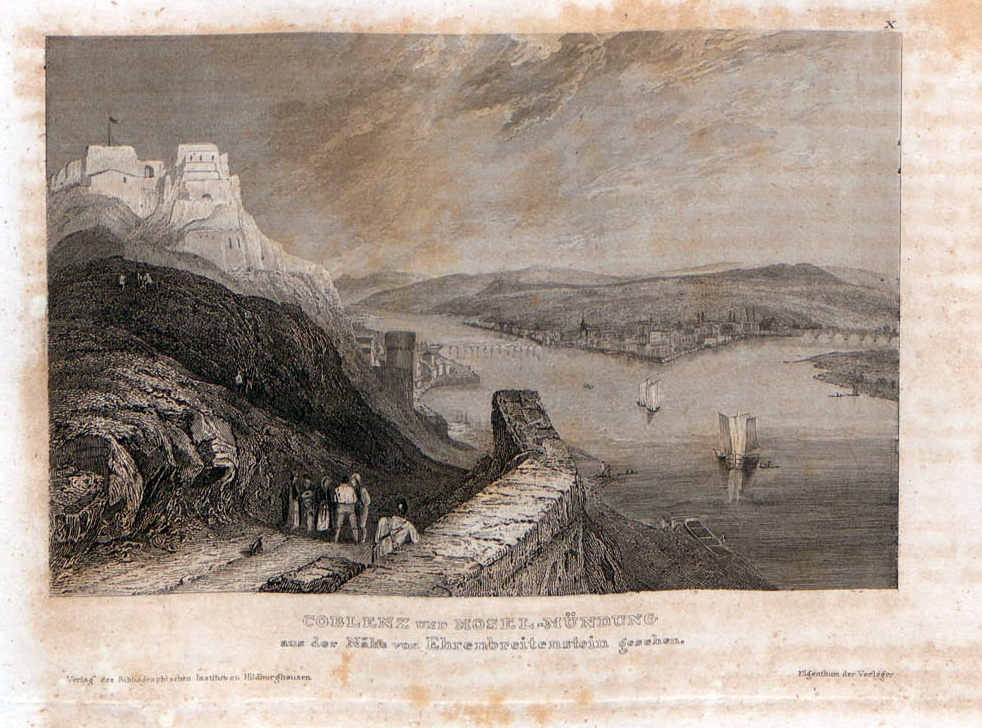
Coblenza. Tavola tratta dal Meyer's Universum, 1833.

Nel XVII secolo Coblenza divenne città di residenza del vescovo. Durante la guerra dei trent'anni la fortezza fu assediata (1632) dalle truppe francesi e tre settimane dopo la città capitolò e fu occupata, venendo poi liberata dalle truppe imperiali nel 1636. La città fu nuovamente assediata dalle truppe di Luigi XIV nel 1688, che provocarono danni consistenti.

### XXI secolo
Nel 2002 l'alta vallata del medio Reno è stata dichiarata dall'UNESCO Patrimonio dell'umanità e parte della città di Coblenza è inclusa nella definizione, il centro storico, la residenza dei principi elettori, il castello di Stolzenfels, la vecchia rocca, la confluenza dei fiumi e l'antica fortezza prussiana.

Fa invece parte del Limes germanico-retico ed è quindi patrimonio dell'umanità dal 2005 il castello difensivo risalente al I/III secolo situato a Koblenz-Niederberg.

## Monumenti e luoghi d'interesse

### Edifici religiosi

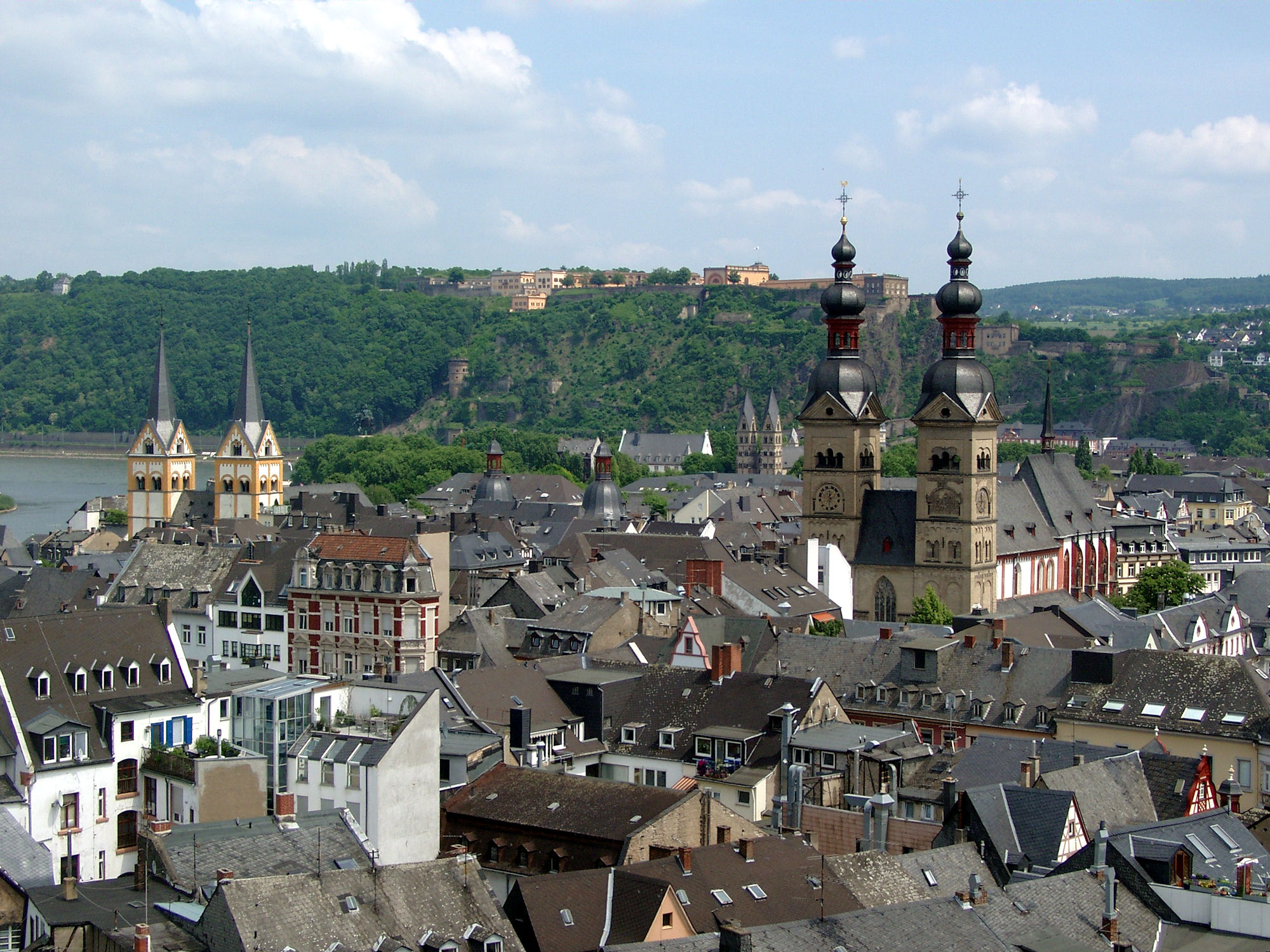
Coblenza: chiesa di san Florin (sinistra), chiesa Liebfrauen (destra) e sullo sfondo la basilica di San Castore.

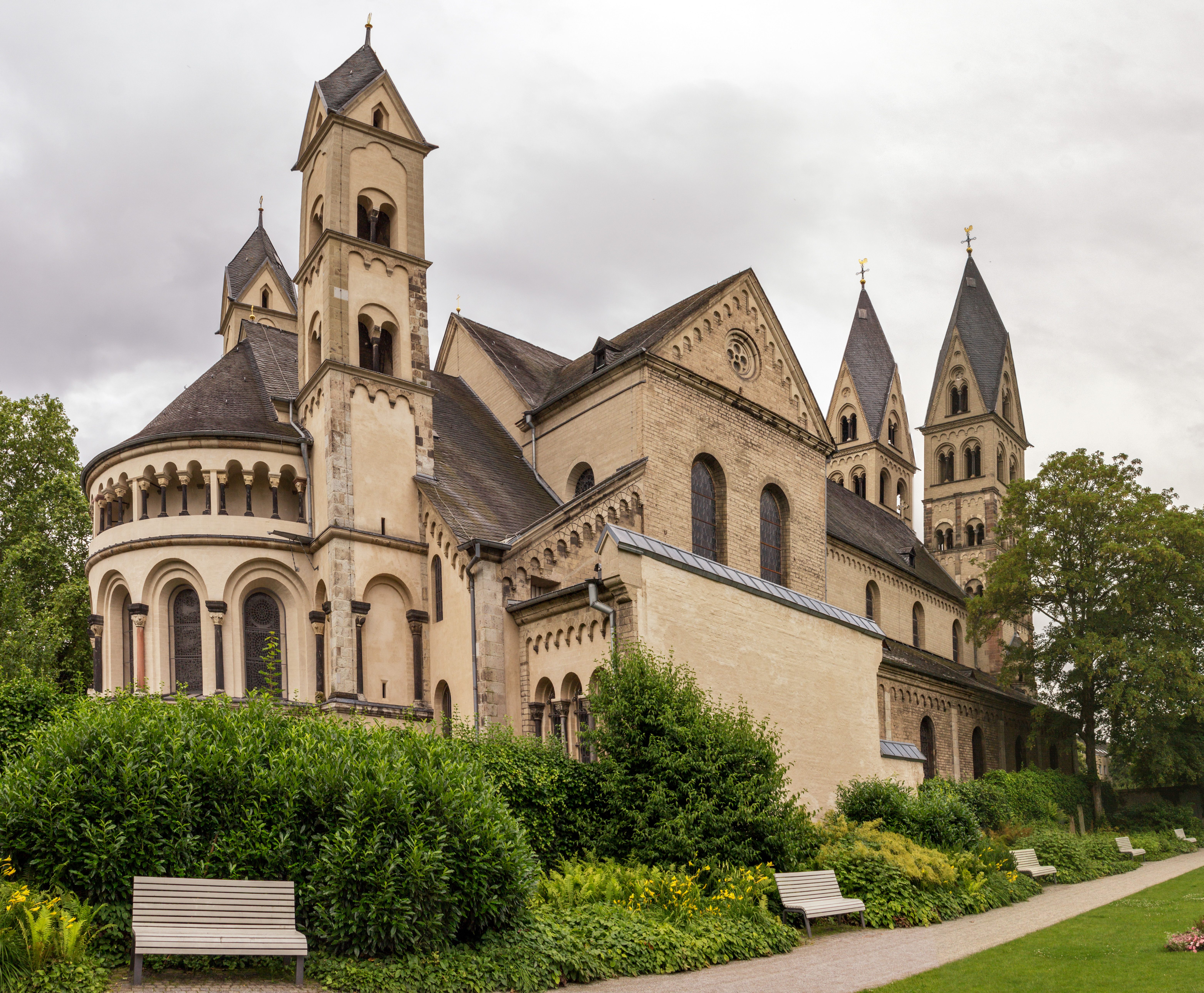
Basilica di San Castore

A Coblenza vi sono numerose chiese ma tre sono le più importanti: la chiesa di San Florin, la basilica di San Castore e la chiesa di Nostra Signora. Esse segnano infatti, con le loro alte torri, il profilo della città vecchia.
- Cappella di San Giacomo, antica cappella eretta nel 1355 in stile gotico come cappella dell'Ordine teutonico. Si trova di fronte alla Basilica di San Castore. Oggi appartiene al movimento cristiano vetero cattolico di Germania. È dedicata a san Giacomo il Maggiore.
- Chiesa di San Florin, eretta a metà del primo millennio come chiesa di Nostra Signora, fu ricostruita nel 1100 in stile romanico e dedicata a san Florin. A metà del XV secolo l'abside fu riedificata in stile gotico. Secolarizzata nel 1802, dal 1820 appartiene alla Chiesa evangelica in Germania.[5]
- Basilica di San Castore, chiesa cattolica, è la più antica chiesa rimasta della città e si trova dietro il  Deutsches Eck di Coblenza, sulla lingua di terra fra il Reno e la Mosella. È un'imponente costruzione romanica che si trova nella Città Vecchia di Coblenza. Essa è dedicata a san Castore. La sua prima costruzione risale alla prima metà del IX secolo e il suo aspetto odierno è dovuto in parte al XII secolo e in parte al XIX. Dal 30 luglio 1991 ha il rango di Basilica minore
- Chiesa di Nostra Signora (Liebfrauenkirche), è una chiesa cattolica che si trova nel centro della città antica. La prima chiesa risale al V secolo, quindi ne fu al suo posto ricostruita un'altra dal 1180 al 1205, che tuttavia nel corso dei secoli subì numerosi rimaneggiamenti. La facciata è fiancheggiata da due torri con cupole a cipolla.

### Palazzi e castelli

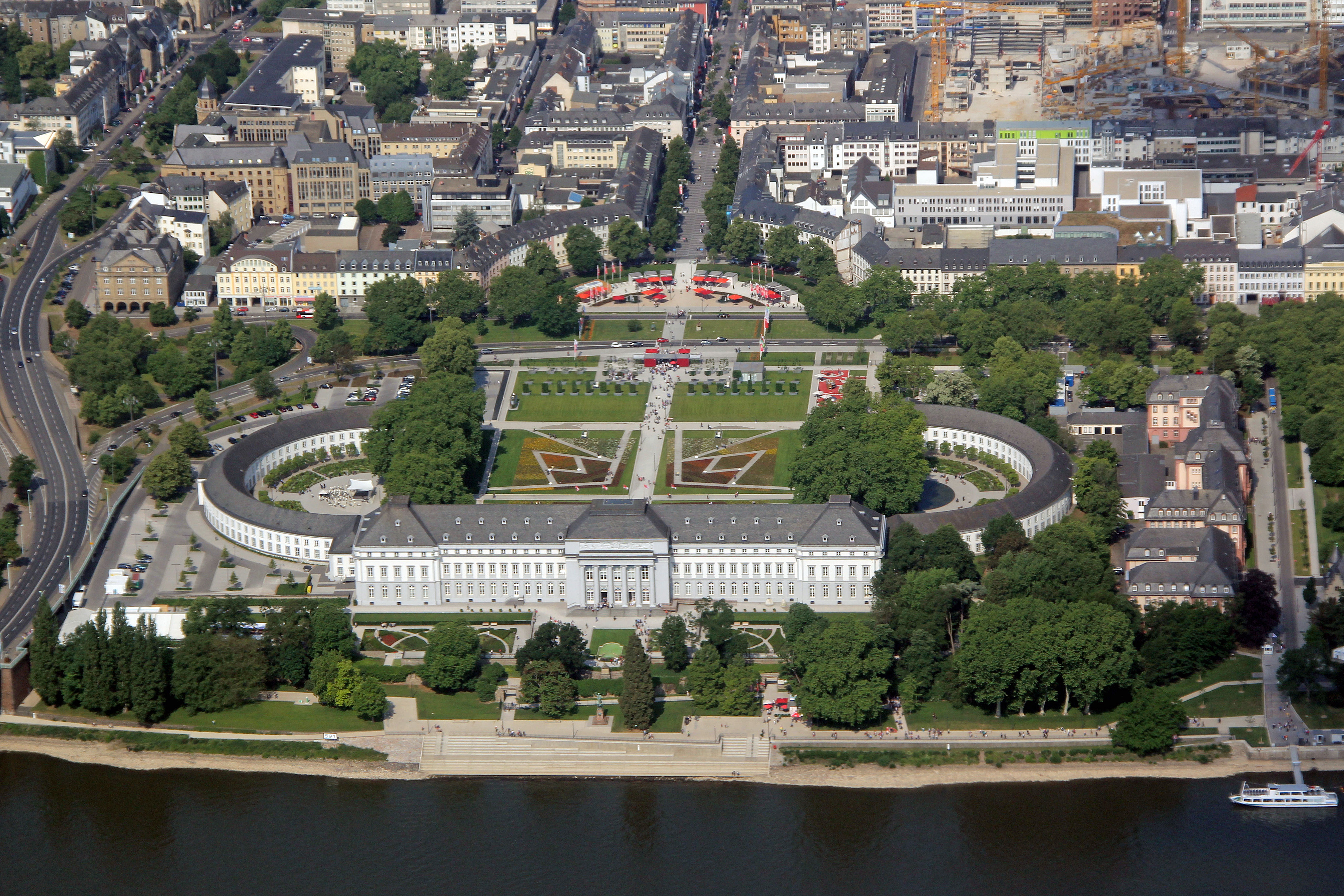
Castello del Principe Elettore

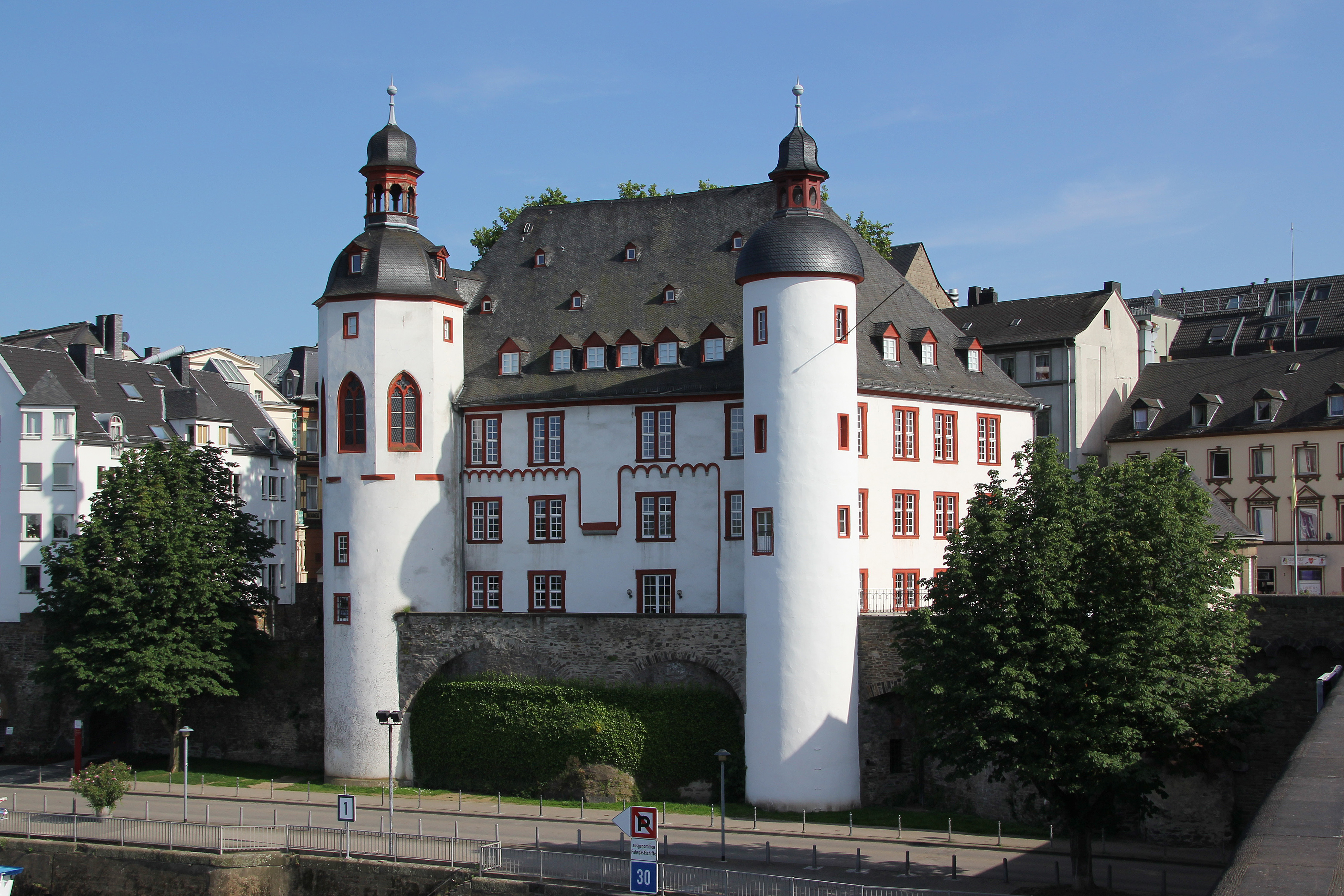
Alte Burg

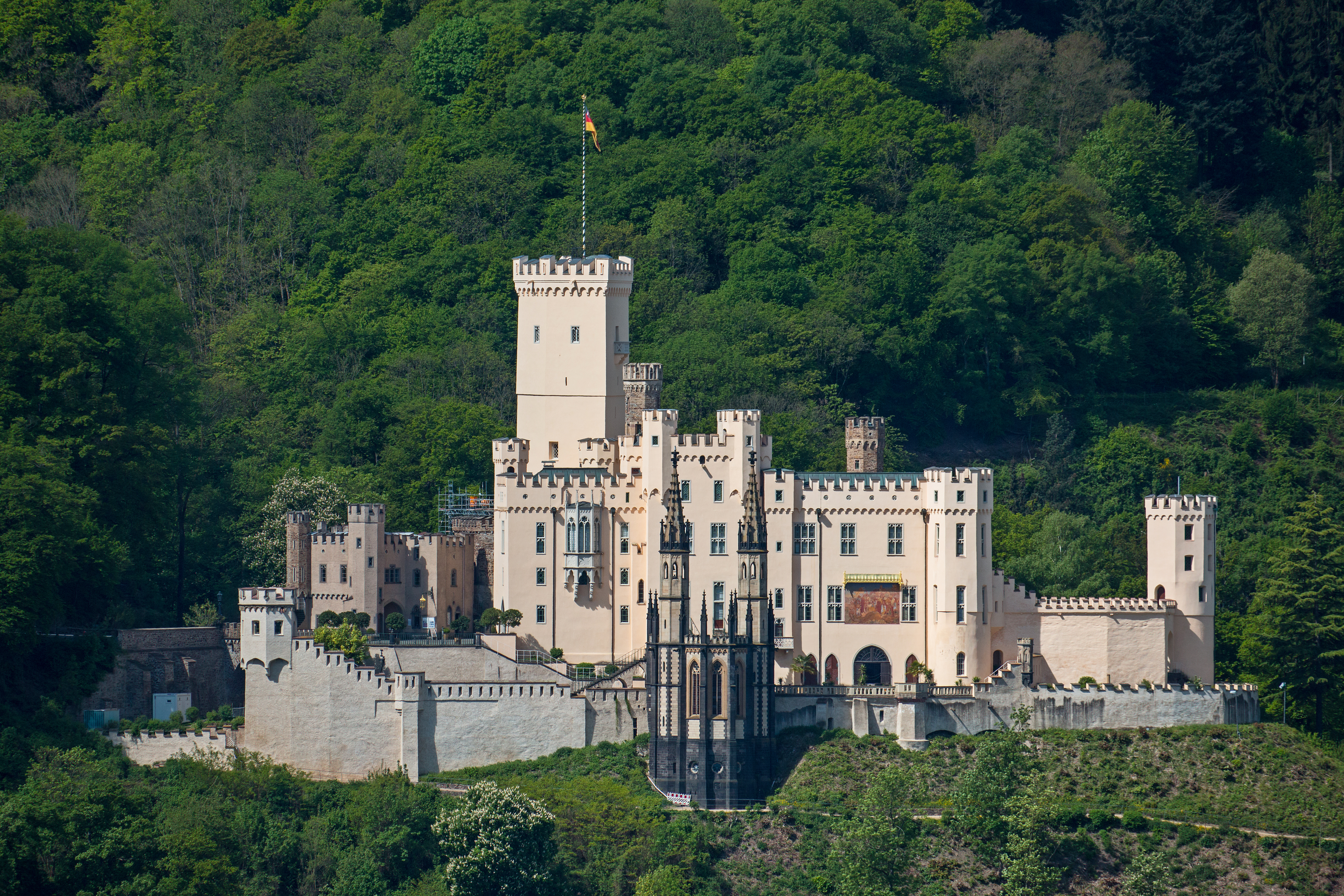
Castello di Stolzenfels

- Castello del Principe elettore (Kurfürstliches Schloss). Fu eretto in sostituzione del Castello di Philippsburg a Ehrenbreitstein tra il 1777 e il 1793 su progetto dell'architetto francese Pierre Michel d'Ixnard rivisto dal connazionale Antoine-François Peyre, per disposizione del Principe elettore e Principe-vescovo Clemente Venceslao di Sassonia, allora arcivescovo di Treviri, nell'attuale frazione di Neustadt. Successivamente vi risiedette il principe della corona prussiana e poi Guglielmo Federico di Prussia quando era governatore militare del Reno-Westfalia. Oggi è sede di numerose autorità federali.
- Antica rocca (Alte Burg). È una ex fortezza circondata dall'acqua e risalente al XIII secolo. Si trova nella città vecchia di Coblenza, sulla riva della Mosella vicino al Ponte di Baldovino (Balduinbrücke). Ne è rimasta ancora la casaforte, che oggi è sede dell'Archivi di Stato di Coblenza.
- Castello di Stolzenfels. Costruito nel XIII secolo sulla riva del Reno come sede della dogana, nel 1689 fu distrutto dai francesi durante la guerra della Grande Alleanza. Nel XIX secolo fu ricostruito per disposizione del re di Prussia Federico Guglielmo IV e da allora è un esempio eminente del Romanticismo renano.

### Altri edifici civili
- Antica zecca (Alte Münze). Edificio settecentesco sulla Münzplatz, antica sede della zecca ai tempi dell'Elettorato di Treviri
- Grande Magazzino antico (Altes Kaufhaus). Edificio medievale ristrutturato agli inizi del XV secolo in stile tardo-gotico e poi rimaneggiato ancora nel XVII secolo. Fu anche sede del Municipio dal 1674 a 1794
- Ponte di Baldovino (Balduinbrücke). Prende il nome da Baldovino di Lussemburgo. Ponte in pietra sulla Mosella a più arcate lungo 1,04 km risalente al XIV secolo e ultimo ponte sulla Mosella prima della confluenza con il Reno
- Imperatore tedesco (Deutscher Kaiser). Casa di abitazione di cinque piani fuori terra a forma di torre in laterizio. Risale al XVI secolo e si trova nella città antica
- Casa del governo prussiano (Preußisches Regierungsgebäude). Edificio risalente al 1723 per volontà di Francesco Luigi del Palatinato-Neuburg, progettato da Johann Georg Judas. Voluto inizialmente per ospitare un seminario, un ospedale per preti anziani e orfanotrofio, fu utilizzato come sede dell'Ordine Teutonico e Archivio e poi, regnante a Treviri Clemente Venceslao di Sassonia, come sede a Coblenza del governo dell'Elettorato. Oggi sede dell'Ufficio per l'armamento, le tecniche d'informazione, e l'utilizzo dell'Esercito tedesco (Bundeswehr)
- Municipio (Rathaus). Antica sede del Collegio dei Gesuiti, nella città antica, eretta in tempi diversi dal 1591 al 1701 e ristrutturata dal 1912 al 1915. Consiste di un insieme stilistico di tardo rinascimento, barocco e moderno. In primo piano la statua al fisiologo Johannes Peter Müller.
- Casa di Martin Gropius. Edificio in laterizio eretto nella frazione di Ehrenbreitstein dagli architetti Martin Gropius e Heino Schmieden nel periodo 1876-1887 su commessa dell'Esercito, con la funzione originale di lazzaretto militare

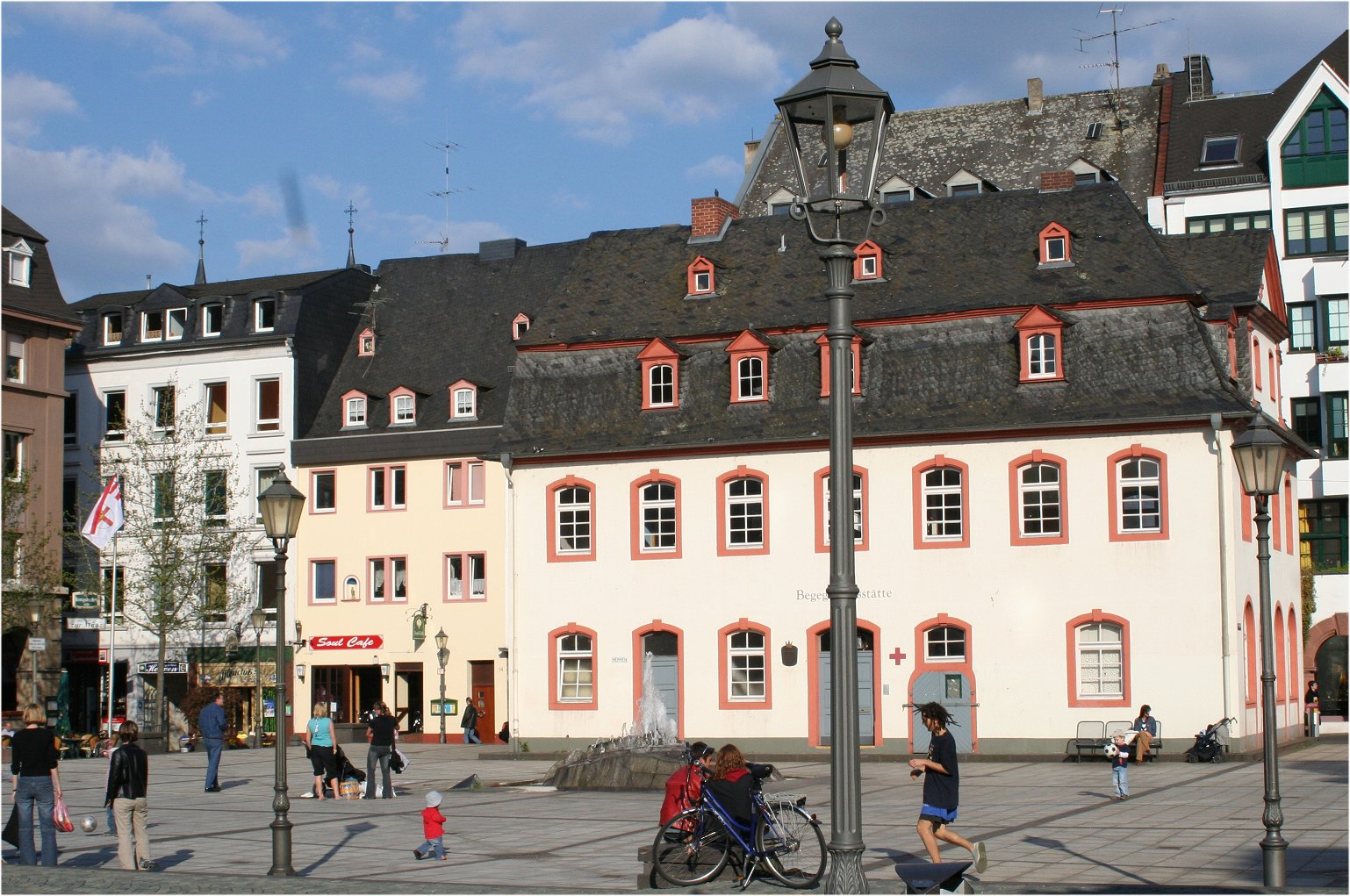
Antica zecca
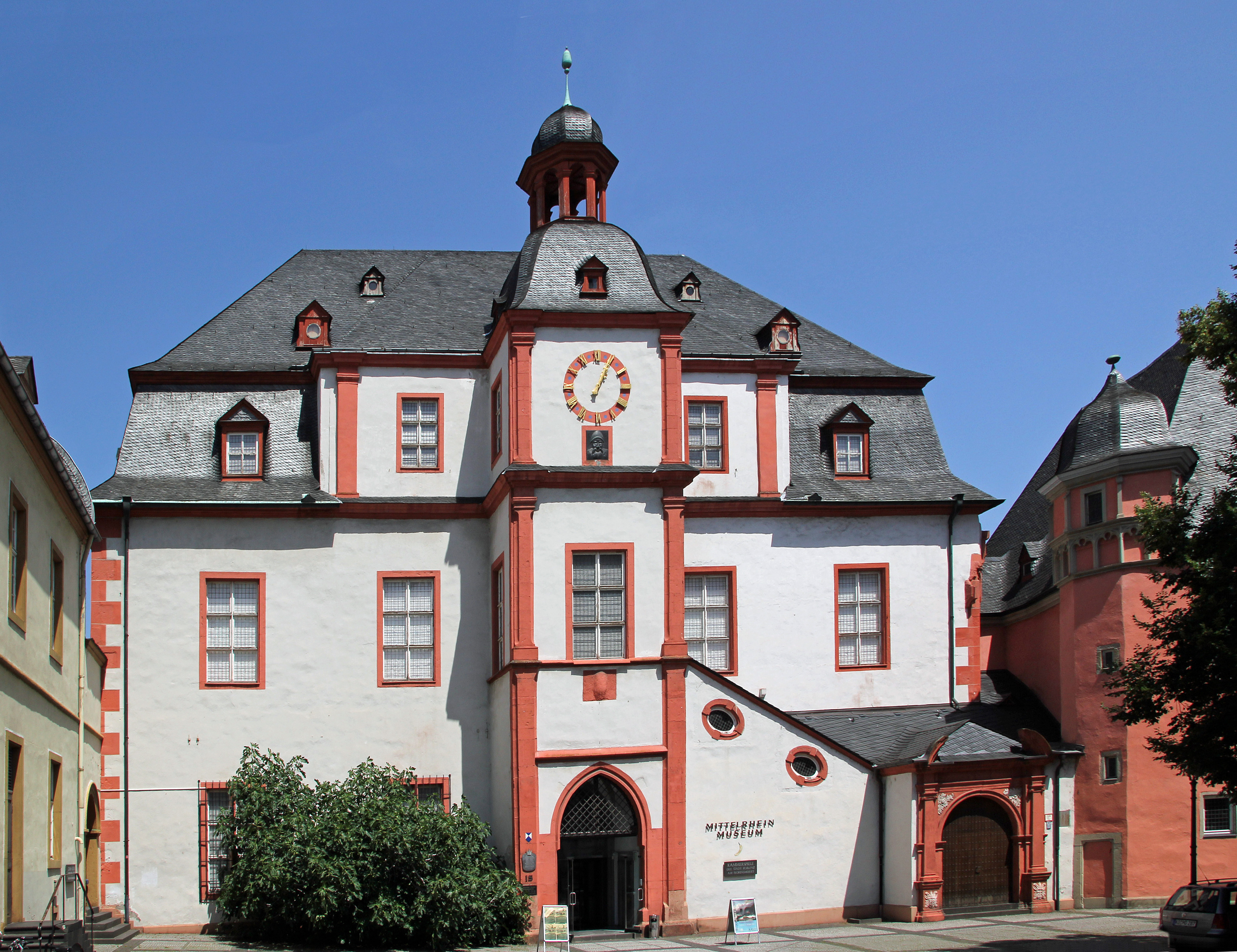
Altes Kaufhaus
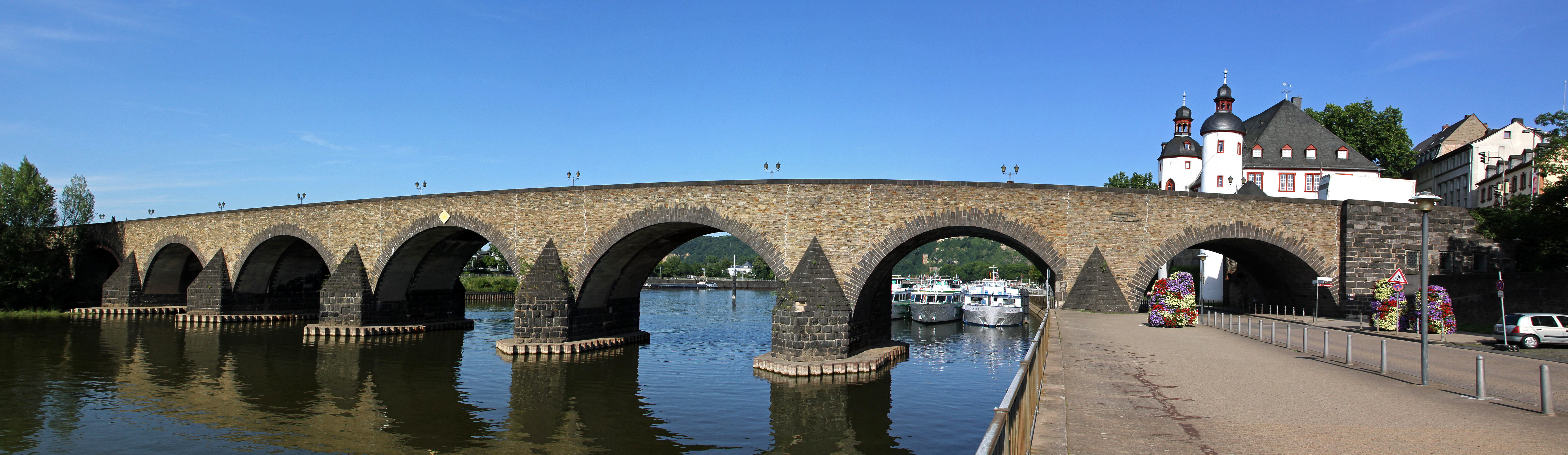
Ponte di Baldovino
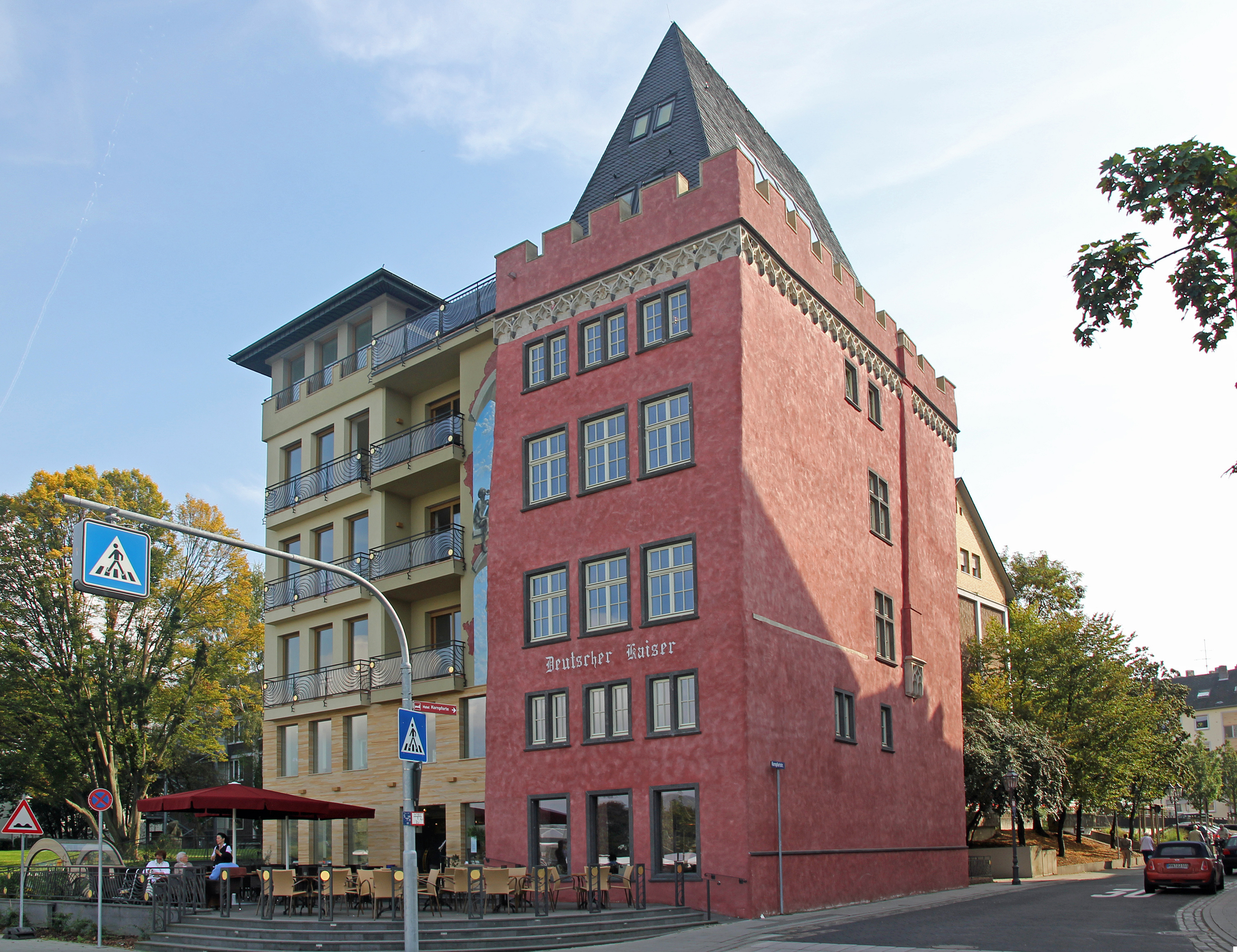
Deutscher Kaiser
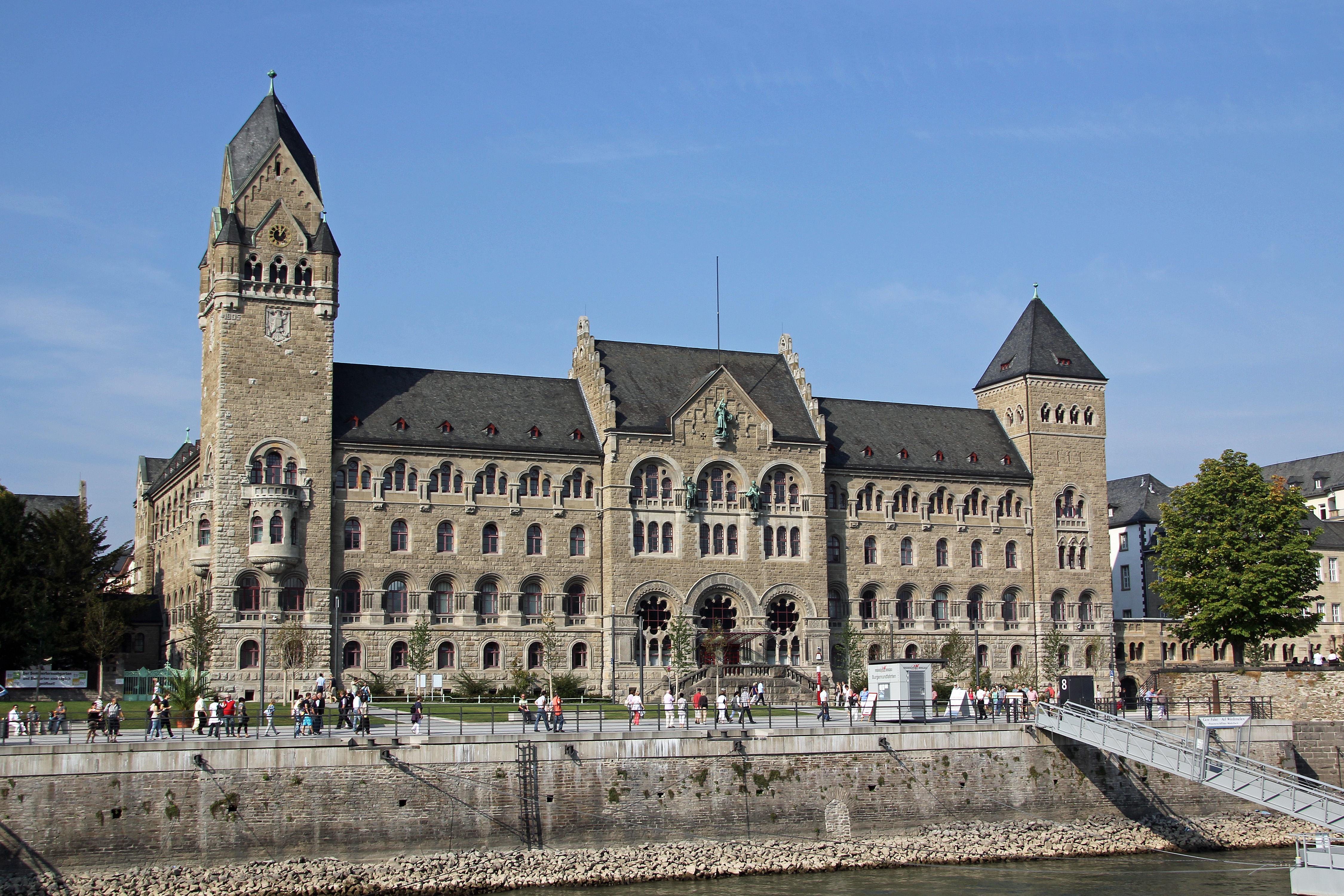
Preußisches Regierungsgebäude
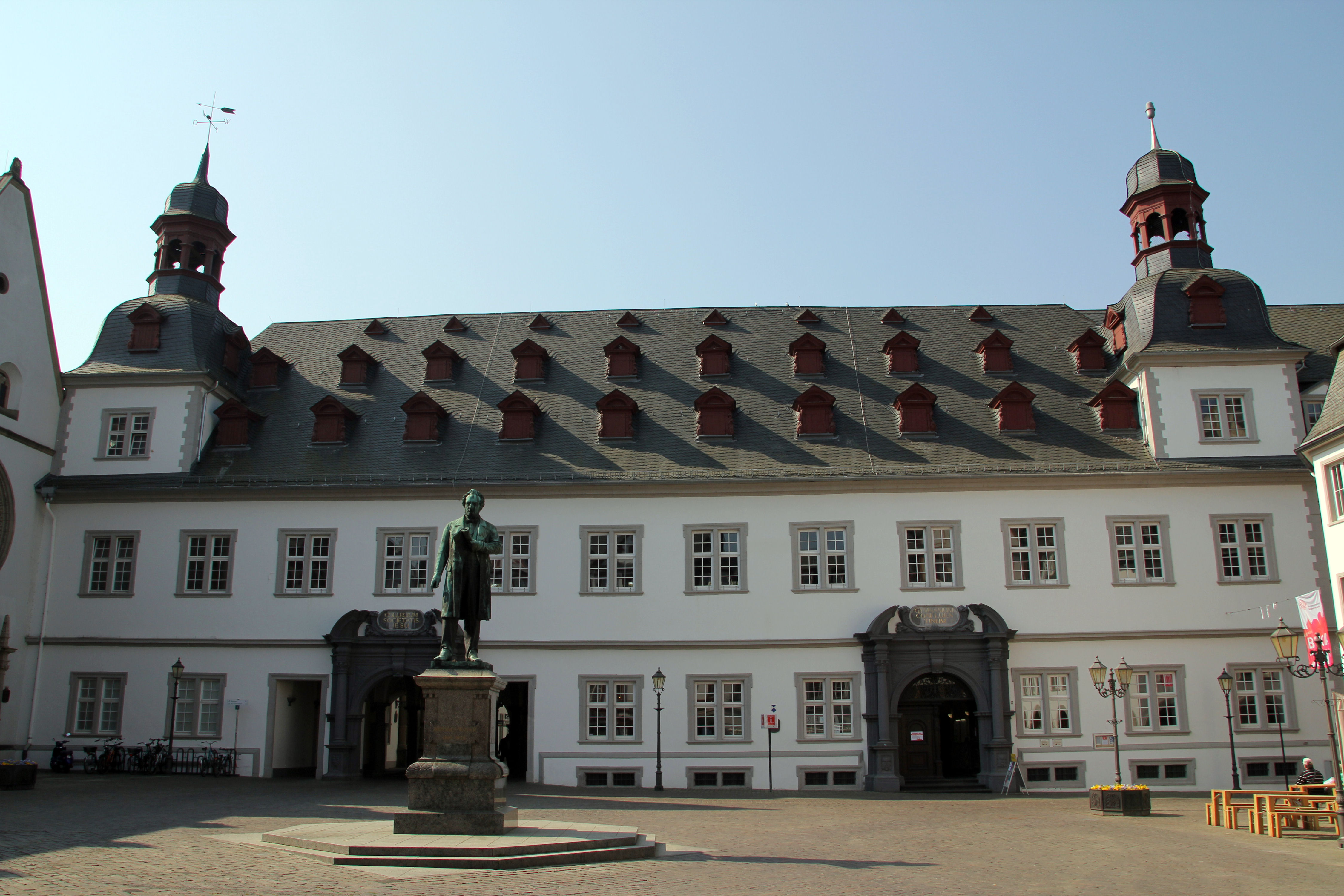
Facciata del municipio dalla Jesuitenplatz. In primo piano la statua in onore di Johannes Peter Müller
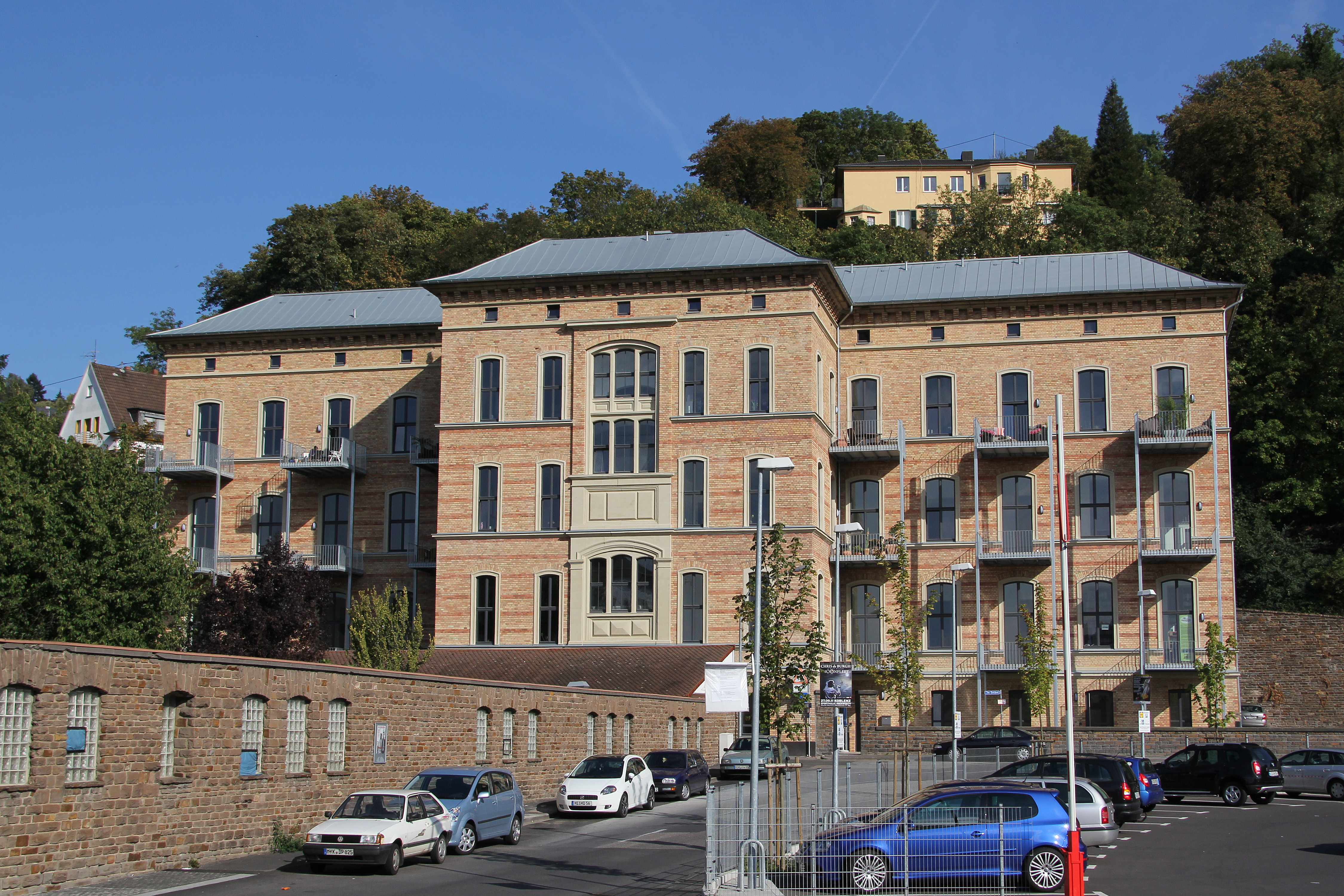
Casa di Martin Gropius

## Organi federali centrali
Coblenza è sede dell'Archivio federale, l'archivio centrale di stato tedesco, che conserva anche documenti del Sacro Romano Impero.
Dal 1994 al 2012 ha avuto sede a Coblenza anche il Comando Operativo dell'Esercito tedesco (Heeresführungskommando).

## Economia

### Industria e servizi
Coblenza è sede di numerose aziende operanti nell'industria e nei servizi. Ecco le principali:

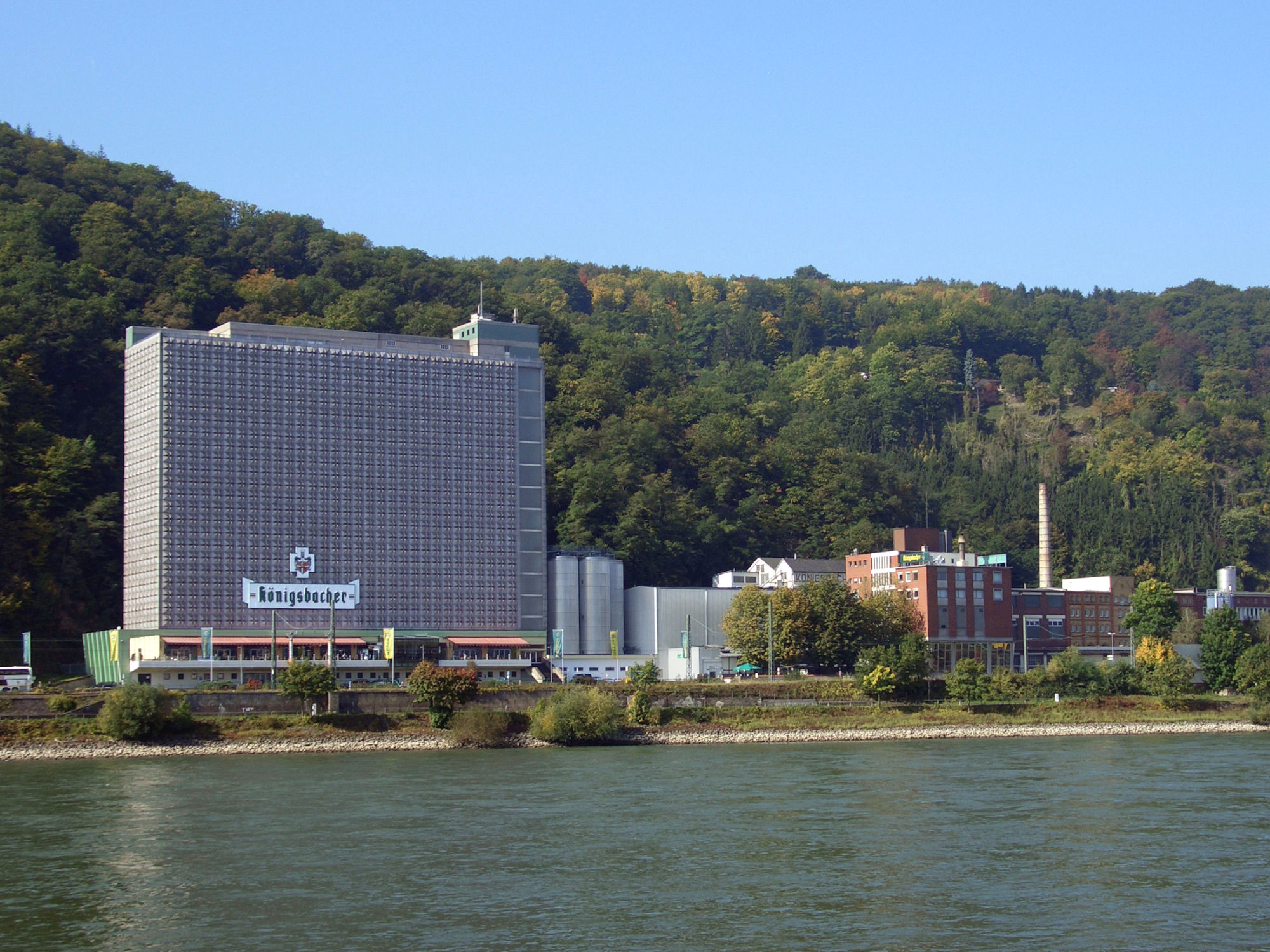
Birrificio Königsbacher, oggi Birrificio di Coblenza

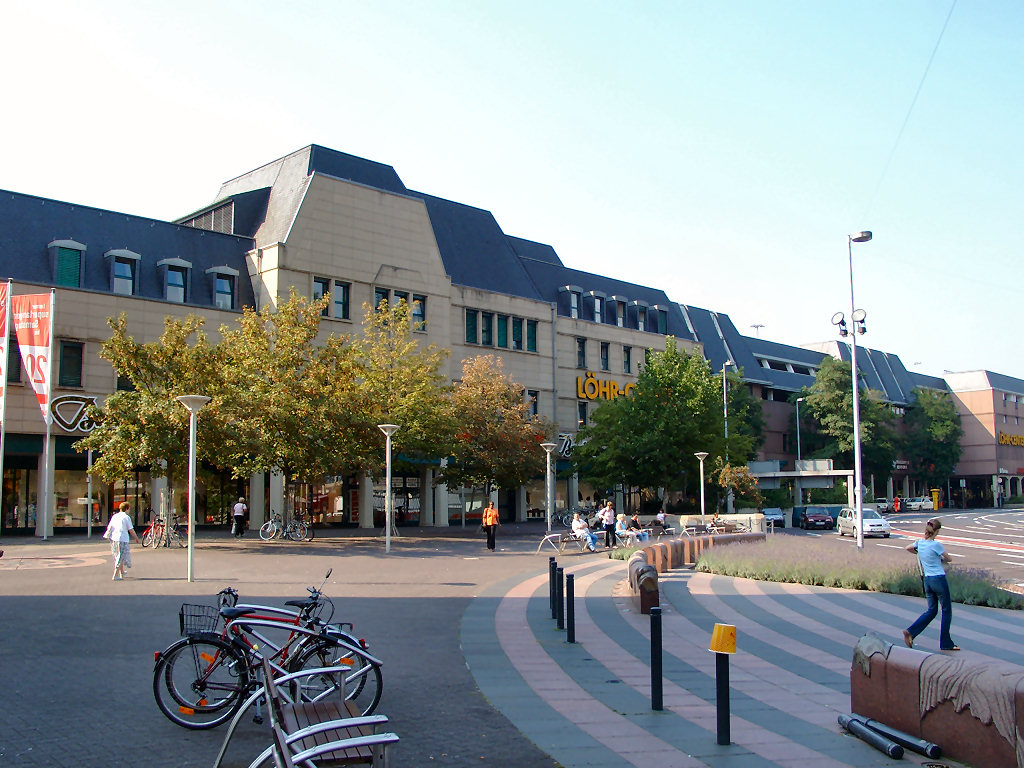
Il Centro commerciale Löhr

- Aleris Aluminium Koblenz GmbH (già Corus): produzione di lastre e bande di alluminio per le industrie aeronautiche, navali e automobilistiche
- Amazon.com Koblenz GmbH
- Canyon Bicycles GmbH: fabbrica di biciclette
- CompuGroup Medical: fornitore di sistemi medicali
- Debeka: assicurazione
- Deinhard KG: vini e spumanti dal 1843
- Energieversorgung Mittelrhein (EVM): utility, cioè fornitore di energia elettrica, gas e acqua potabile
- Forum Mittelrhein: centro commerciale dal 2012
- Gerling, riassicurazioni
- GÖRLITZ AG (ein Unternehmen der IDS-Gruppe): collettore di dati sull'energia, produttore di hardware e software
- KEVAG Telekom GmbH: Telefonia Internet
- Koblenzer Brauerei, ex Königsbacher Brauerei: birrificio tradizionale dal 1689
- Löhr-Center: grande magazzino dal 1984
- Lotto Rheinland-Pfalz GmbH: Società del lotto del Land Renania-Palatinato
- Scania Deutschland GmbH: filiale tedesca dell'omonima casa svedese produttrice di autoveicoli industriali
- Sparkasse Koblenz: la più grande cassa di risparmio della Renania-Palatinato
- TRW Automotive: fabbricante di componenti per autoveicoli, in particolare sistemi di sicurezza e di frenata

### Trasporti

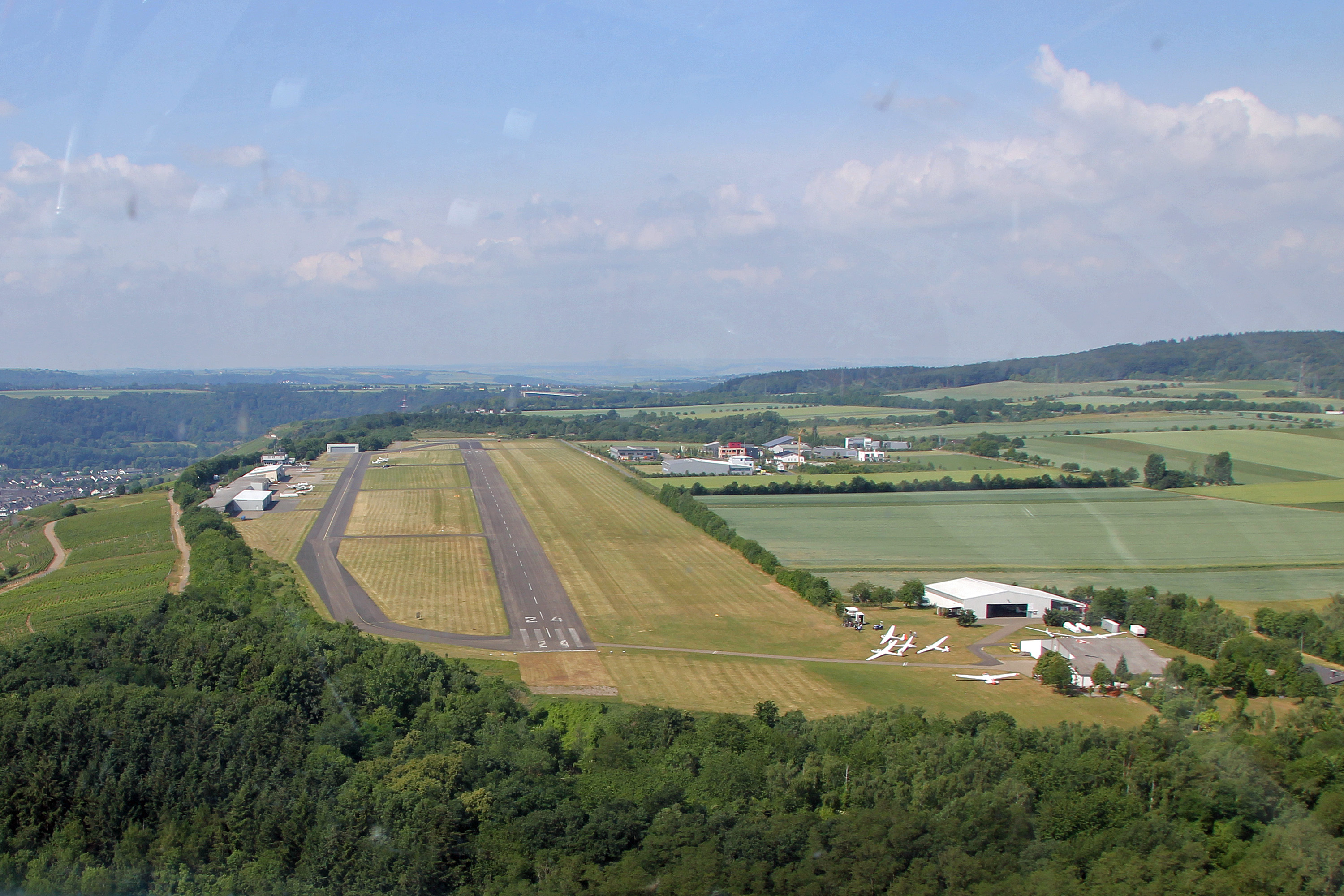
L'aeroporto privato Coblenza-Winningen.

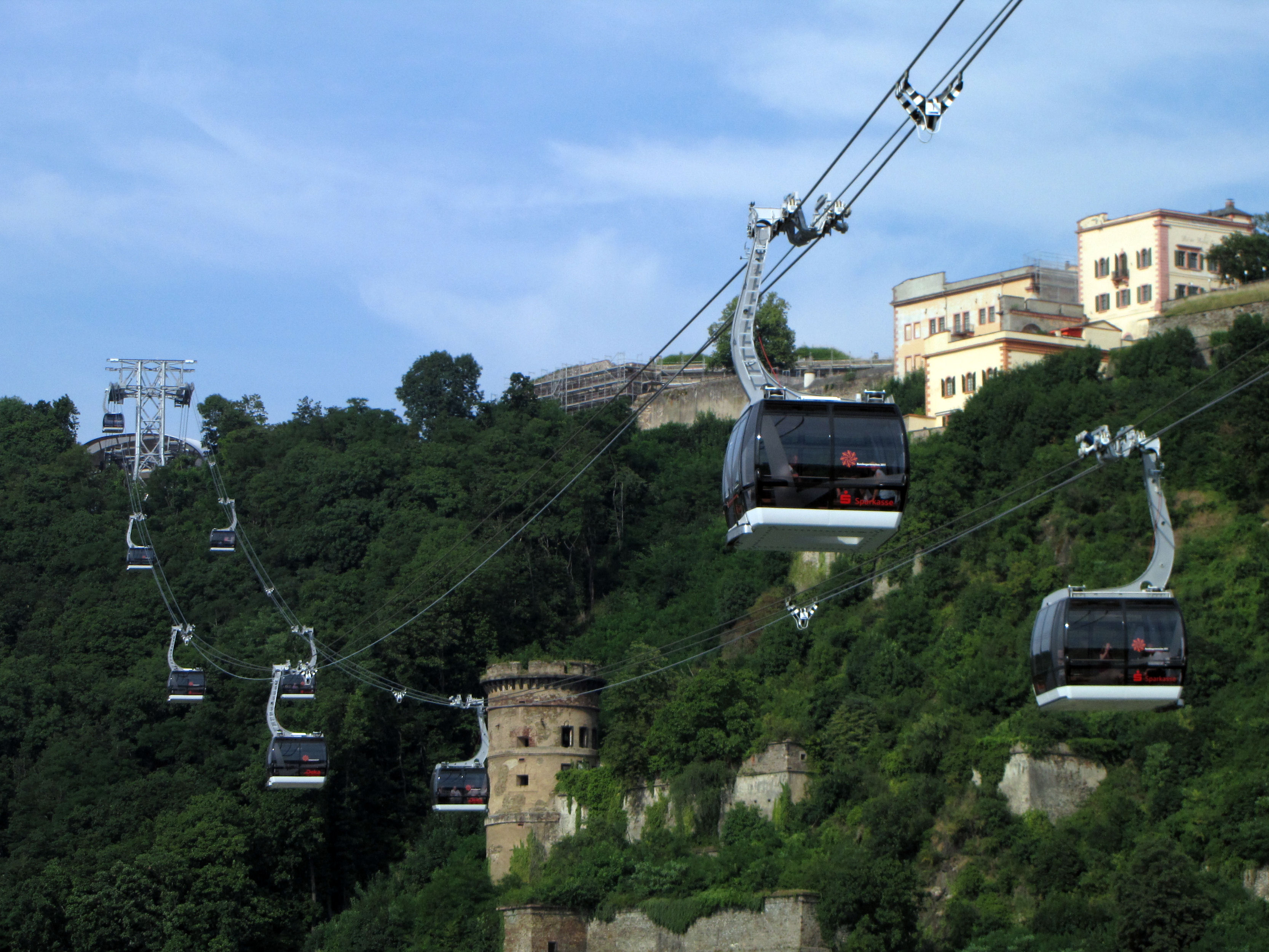
La cabinovia di Coblenza il giorno dell'inaugurazione.

Per quanto riguarda i trasporti su strada, Coblenza si trova sotto l'incrocio di due autostrade: l'autostrada statale n. 61 e la n. 48, rispettivamente a ovest e a nord della città. La n. 48 collega la Bundesautobahn 1 alla Bundesautobahn 3. Inoltre la città è attraversata dalle strade statali 9, 42, 49, 416, 258 e 327.
Per quanto riguarda invece il trasporto ferroviario la Stazione centrale (Hauptbahnhof), che si trova sulla riva sinistra del Reno, è uno dei punti di fermata del sistema tedesco ad Alta velocità ICE, collegata alle linee Bonn - Magonza e Wiesbaden–Colonia.
Altri collegamenti con la rete ferroviaria ordinaria sono assicurati attraverso le stazioni di
Coblenza-Ehrenbreitstein, Coblenza-Güls, Coblenza-Lützel, Coblenza-Moselweiß e Coblenza centro.
I collegamenti aerei sono assicurati attraverso l'Aeroporto di Colonia-Bonn, che dista circa un'ora di auto da Colonia, o con gli aeroporti di Francoforte sul Meno e Francoforte-Hahn, quest'ultimo collegato a Coblenza da un bus-navetta.
Coblenza ha poi un suo, piccolo aeroporto, utilizzato per voli privati e d'affari, nel territorio di Winningen, a pochi minuti di auto dalla città.
Dal 2010 Coblenza dispone anche di un trasporto a fune, la cabinovia più grande della Germania. Con una lunghezza di 890 metri collega la zona della Basilica di San Castore con la fortezza di Ehrenbreitstein. Si tratta di 18 cabine da 35 passeggeri l'una che possono trasportare circa 3 800 passeggeri l'ora in ciascuno dei due sensi. La cabinovia fu installata per la Mostra nazionale dei fiori del 2011.
Per non mettere in pericolo la zona protetta dall'UNESCO, Gola del Reno, fu concordato inizialmente un periodo di concessione limitato nel tempo. Il 19 giugno 2013, a Phnom Penh, nella 37ª sessione plenaria dell'organizzazione, è stato deciso che la concessione duri fino al 2026, termine oltre il quale la cabinovia dovrà cessare definitivamente il servizio.

## Sport
La principale società di calcio locale è il TuS Coblenza.

## Amministrazione

### Gemellaggi
Coblenza è gemellata con:
- Nevers, dal 1963
- Borgo londinese di Haringey, dal 1969
- Norwich, dal 1978
- Maastricht, dal 1981
- Novara, dal 1991
- Austin, dal 1992
- Petah Tikva, dal 2000
- Varaždin, dal 2007